# Howland Center
Howland Center é um lugar designado pelo censo localizado no condado de Trumbull no estado estadounidense de Ohio. No Censo de 2010 tinha uma população de 6.351 habitantes e uma densidade populacional de 607,57 pessoas por km².

## Geografia
Howland Center encontra-se localizado nas coordenadas 41° 14′ 54″ N, 80° 44′ 40″ O. Segundo a Departamento do Censo dos Estados Unidos, Howland Center tem uma superfície total de 10.45 km², da qual 10.45 km² correspondem a terra firme e (0%) 0 km² é água.

## Demografia
Segundo o censo de 2010, tinha 6.351 habitantes residindo em Howland Center. A densidade populacional era de 607,57 hab./km². Dos 6.351 habitantes, Howland Center estava composto pelo 93.5% brancos, o 3.43% eram afroamericanos, o 0.25% eram amerindios, o 1.4% eram asiáticos, o 0% eram insulares do Pacífico, o 0.33% eram de outras raças e o 1.09% pertenciam a duas ou mais raças. Do total da população o 1.37% eram hispanos ou latinos de qualquer raça.

## Localidades na vizinhança
O diagrama seguinte representa as localidades num raio de 12 km ao redor de Howland Center.